# キム・ヨンギョン (1993年生)
キム・ヨンギョン（ハングル表記・김연견、ラテン翻記・Kim Yeongyeon、女性、1993年12月1日 - ）は大韓民国のプロバレーボール選手。韓国Vリーグの現代建設に所属している。

## 来歴
大邱広域市出身。小学5年次よりバレーボールを始めた。中高当時はセッターもこなした。「本当はアタッカーもやりたかったが、身長が足りませんでした」とヨンギョンは笑う。大邱女子高等学校（韓国語版）を経て、2011/12のドラフト会議で現代建設ヒルステートに3巡目5位という低い順位で指名されてプロ入りした。
Vリーグ1年目となる2011/12シーズンは、キム・ギョンシンとともにリベロ二人体制でレギュラーラウンド25試合70セットに出場した。しかし翌シーズンにギョンシンが引退すると重圧が一気にヨンギョンにかかった。「チームに迷惑をかけたが練習するしかない」と前向きに考えたヨンギョンは二人レセプションに取り組んだ。2015/16シーズンに「あんなに守備がうまい外国人選手はみたことがない」とヨンギョンが評するエミリー・ハートンが入団すると、ヨンギョンの守備範囲が軽減されてサーブレシーブにも冴えをみせ、現代建設5シーズンぶりとなる優勝に貢献した。
国際試合では2015年にU-23代表に選出され、第1回アジアU-23女子バレーボール選手権に出場。大韓民国チーム銅メダル獲得に貢献し、自らもベストリベロに耀いた。

## 球歴
- 大韓民国 U-23代表 - 2015年

## 所属チーム履歴
- 大邱新塘小学校（韓国語版）
- 大邱第一中学校（韓国語版）
- 大邱女子高等学校（韓国語版）
- 現代建設（2011年-）

## 受賞歴
- 2015年 - 第1回アジアU-23女子バレーボール選手権 ベストリベロ